# 铁甲飞龙 RPG
《铁甲飞龙 RPG》是一款由世嘉Team Andromeda工作组制作、世嘉发行的角色扮演遊戲。游戏于1998年1月29日在世嘉土星日本地区发行，于4月30日在北美发行。
与其他飛龍騎士系列游戏不同的是，本作是一款角色扮演类游戏。玩家控制着年轻的雇佣兵Edge。他在飞龙上与帝国进行战斗，并且在一个消失的文明中遇到一个女孩。

## 制作
《铁甲飞龙 RPG》由世嘉Team Andromeda工作室在世嘉土星推出大约2年后制作。

## 评价
根据《GameRankings》的评价，游戏被认为是世嘉土星上最好的游戏，得到92%的分数。